# Cruz de Piedra, Hidalgo
Cruz de Piedra är en ort i Mexiko.   Den ligger i kommunen Nicolás Flores och delstaten Hidalgo, i den sydöstra delen av landet, 150 km norr om huvudstaden Mexico City. Cruz de Piedra ligger 1 879 meter över havet och antalet invånare är 115.
Terrängen runt Cruz de Piedra är bergig västerut, men österut är den kuperad. Runt Cruz de Piedra är det ganska glesbefolkat, med 22 invånare per kvadratkilometer. Närmaste större samhälle är Nicolás Flores, 1,2 km sydväst om Cruz de Piedra. I omgivningarna runt Cruz de Piedra växer i huvudsak blandskog.